# Ambrozija (rastlina)
Ambrozija ali žvrklja (znanstveno ime Ambrosia) je rod cvetnic iz družine nebinovk, v katerega uvrščamo okrog 40 znanih vrst, razširjenih po severni polobli in v Južni Ameriki. Domovina večine vrst je Novi svet, le morska ambrozija naj bi izvirala iz Sredozemlja.
So nezahtevne rastline, ki uspevajo na sončnih in prodnatih rastiščih, tudi umetno spremenjenih (npr. bankine cest in železniški nasipi) ter v puščavah. Znane so predvsem po svojem pelodu, ki ga raznaša veter in je za človeka izjemno alergen, zato povzročajo težave ljudem v bližnji in daljni okolici rastišč.
Več vrst so v 19. stoletju zanesli v Evropo, verjetno z uvozom kmetijskih pridelkov in ptičje krme, kjer so se ustalile. Med njimi je najbolj znana pelinolistna ambrozija, ki se predvsem zadnjih 25 let agresivno širi, zato velja za invazivno vrsto.

## Ambrozija v Sloveniji
V Sloveniji je ambrozija prisotna , zlasti pelinolistna ambrozija (lat. Ambrosia artemisiifolia) na zemljiščih ob železnicah, avtocestah, rekah in slabo vzdrževanih opuščenih kmetijskih zemljiščih. Ta zemljišča predstavljajo nevarnost za nadaljnjo invazivno širjenje te rastline. Povsod v Evropi , kjer se ambrozija pojavi, predstavlja za kmetijstvo plevel. Kmetijstvu prinaša dodatne stroške in gospodarsko škodo. Slovenija zatira širjenje ambrozije z akcijami puljenja v stadiju, ko so rastline visoke od 10 do 20 cm. Pri večjih rastlinah in večjih površinah morajo uporabljati mehanske ter kemične metode zatiranja. Pri odstranjevanju morajo delavci uporabljati rokavice, v primeru cvetenja pa tudi zaščitne maske, sicer lahko pride do draženja kože in dihal. Rastlina je velika nadloga za bolnike z astmo. V sosednjih državah, Madžarska, Hrvaška, Italija, že ugotavljajo pojav novih vrst ambrozij kot so; Ambrosia trifida, Ambrosia coronopifolia, Ambrosia maritima, Ambrosia tenuifolia, ki so prav tako alergene.  Rastišča lahko vsakdo prijavi pri Fitosanitarni inšpekciji inšpektorata RS za kmetijstvo.